# Willi Schwabe

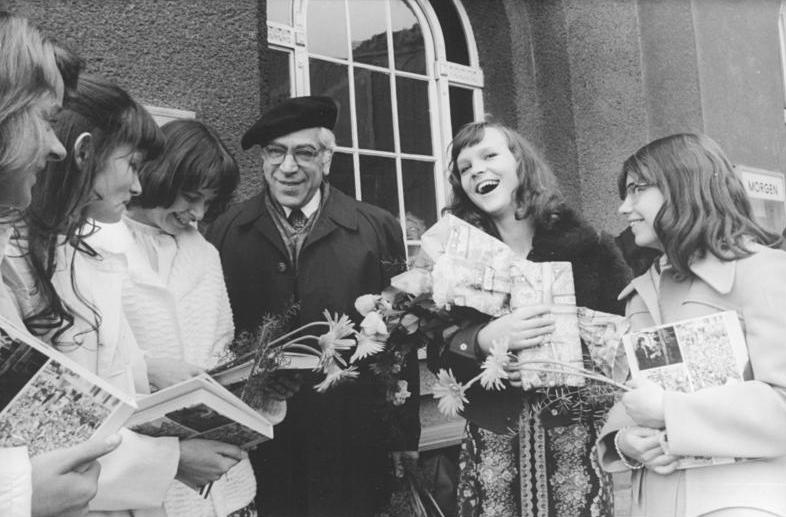
Schwabe mit Schülern der Anton-Saefkow-Oberschule (Prenzlauer Berg) bei der Jugendweihe 1976

Willi Schwabe (* 21. März 1915 in Berlin; † 12. Juli 1991 ebenda) war ein deutscher Schauspieler, Sänger und Moderator.

## Leben
Willi Schwabe wurde als Sohn von Opernsängern geboren. Nach einer Ausbildung zum Bühnenbildner an der Kunstgewerbeschule in Berlin nahm Willi Schwabe von 1934 bis 1936 privaten Schauspielunterricht in Berlin und agierte an verschiedenen Wanderbühnen. Nachweislich war er nach den Deutschen Bühnenjahrbüchern von 1937 bis 1939 in Luckenwalde beim I. Kurmärkischen Landestheater. Dieses Ensemble bestand insgesamt bis 1944 und machte auch als Abstecher bezeichnete Gastauftritte hauptsächlich in Brandenburg. Heute ist dieses 1930 errichtete Baudenkmal der Moderne ein Gastspieltheater und Mitglied des Fachverbandes INTHEGA. Danach trat er in kleinen Rollen am Deutschen Theater in Berlin auf. Nachdem er aus englischer Kriegsgefangenschaft zurückgekehrt war, wurde er am Schlosspark Theater in Berlin-Steglitz engagiert, anschließend an der Bühne der Jugend. Ab 1949 wirkte er am Berliner Ensemble, wo er vor allem in Werken von Bertolt Brecht auftrat.
Besondere Popularität erlangte er durch die Fernsehsendung Willi Schwabes Rumpelkammer, die er von 1955 bis 1990 fast 400 Mal im DDR-Fernsehen moderierte. Darin führte er unterhaltsam mit Ausschnitten, Requisiten und Sequenzen durch die deutsche Filmgeschichte. Nach seiner Erkrankung wurde die Rumpelkammer noch einige Male von Friedrich Schoenfelder weitergeführt, bevor sie im Zuge der Abwicklung des Deutschen Fernsehfunks (DFF) eingestellt wurde.
Willi Schwabe war mit der Schauspielerin Dorothea Thiesing (1909–1990) verheiratet. Seine 1945 geborene Tochter Gabriele ist Opernsängerin. Zur Familie gehört ferner ein jüngerer Sohn, Nikolaus. 1962 und 1964 wurde er als Fernsehliebling der DDR gekürt, 1972 wurde er mit dem Kunstpreis der DDR und 1985 mit dem Heinrich-Greif-Preis ausgezeichnet. Im Mai 1990 erlitt er infolge eines Fahrradsturzes schwere Gehirnblutungen, wovon er sich nicht wieder erholte.
In Berlin-Adlershof gibt es seit 2002 eine Willi-Schwabe-Straße auf dem WISTA-Gelände.

## Schaffen (Auswahl)

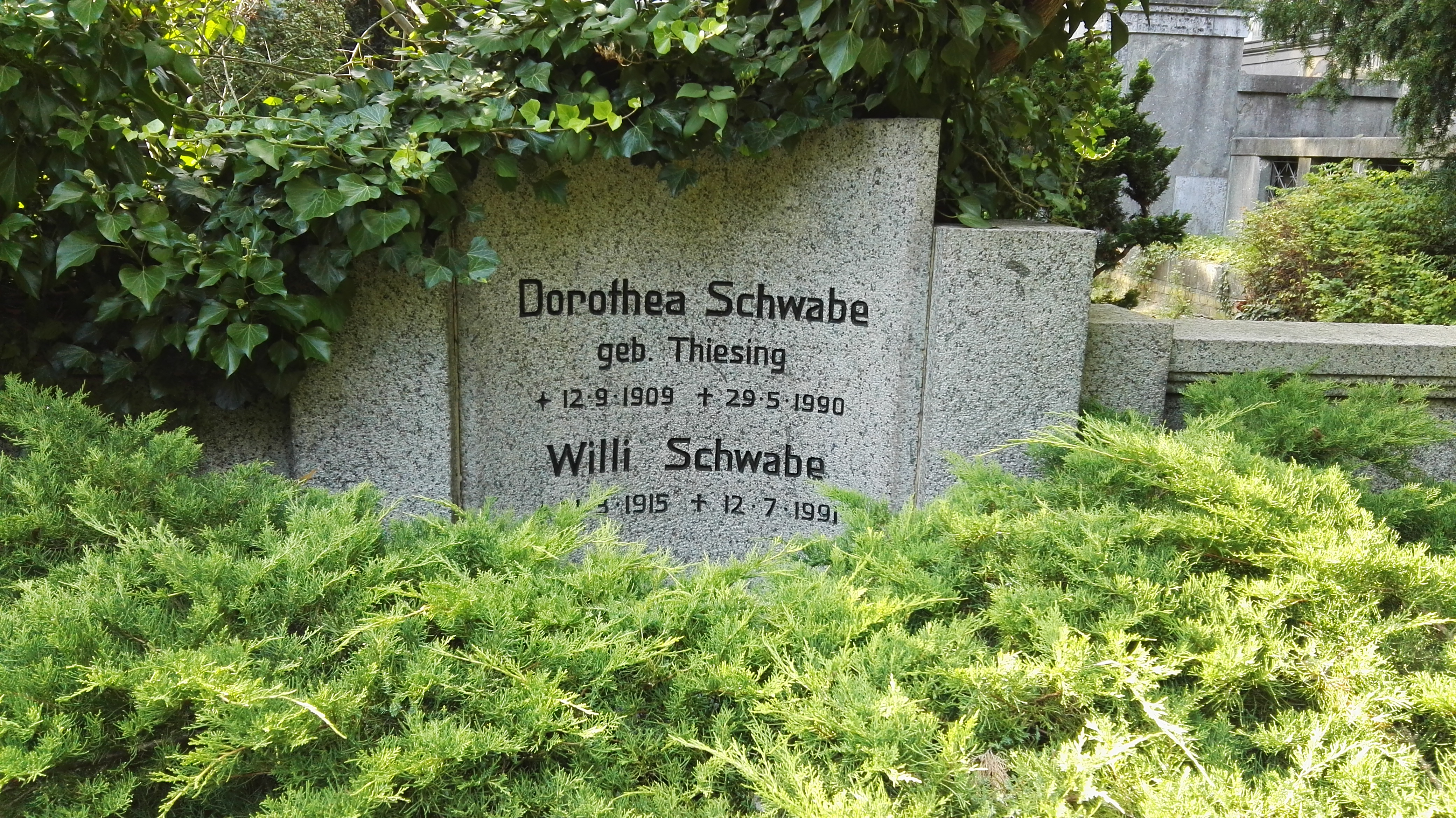
Grab von Willi Schwabe auf dem Dorotheenstädtischen Friedhof in Berlin

### Theater
- Brecht: Mutter Courage und ihre Kinder (Werber)
- Brecht: Die Mutter (Kommissar)
- Brecht: Arturo Ui (Sheet)
- Brecht: Die Tage der Commune (Jules Favre)
- Brecht: Herr Puntila und sein Knecht Matti (Probst)
- Brecht: Der kaukasische Kreidekreis (Bauer Surab, 1. Anwalt)
- Brecht: Mahagonny (Entertainer)
- Zuckmayer: Der Hauptmann von Köpenick (Prokurist)

### Filmografie
- 1948: Und wieder 48
- 1953: Die Geschichte vom kleinen Muck
- 1953: Jacke wie Hose
- 1953: Die Unbesiegbaren
- 1954: Kein Hüsung
- 1954: Leuchtfeuer
- 1955: Robert Mayer – Der Arzt aus Heilbronn
- 1956: Thomas Müntzer – Ein Film deutscher Geschichte
- 1957: Lissy
- 1957: Mutter Courage und ihre Kinder (Theateraufzeichnung)
- 1957: Katzgraben (Theateraufzeichnung)
- 1958: Die Mutter (Theateraufzeichnung)
- 1958: Tilman Riemenschneider
- 1959: Die Premiere fällt aus
- 1959: Kabale und Liebe
- 1960: Fernsehpitaval: Der Fall René Levacher alias… (Fernsehreihe)
- 1961: Mutter Courage und ihre Kinder (Theateraufzeichnung)
- 1962: Auf der Sonnenseite
- 1962: Revue um Mitternacht
- 1963: Bonner Pitaval: Die Affäre Heyde-Sawade (Fernsehreihe)
- 1964: Die Hochzeit von Länneken
- 1964: Viel Lärm um nichts
- 1965: Chronik eines Mordes
- 1965: Die antike Münze
- 1966: Die Tage der Commune (Theateraufzeichnung)
- 1967: Ein Lord am Alexanderplatz
- 1970: Junge Frau von 1914 (Fernsehfilm)
- 1971: Optimistische Tragödie (Fernsehfilm)
- 1972: Der Mann, der nach der Oma kam
- 1974: Der aufhaltsame Aufstieg des Arturo Ui (Theateraufzeichnung)
- 1976: Frau Jenny Treibel (Fernsehfilm)
- 1989: Zwei schräge Vögel

### Fernsehen
- Willi Schwabes Rumpelkammer
- Der Misanthrop
- Arzt am Scheideweg
- Der Prozeß der Mary Dugan
- Das Glas Wasser

### Hörspiele
- 1954: Curt Goetz: Das Märchen (Lord) – Regie: Ernst Kahler (Kurzhörspiel – Rundfunk der DDR)
- 1955: Lieselotte Gilles, Gerhard Düngel: Der Doktor der Armen (Oberarzt) – Regie: Willi Porath (Hörspiel – Rundfunk der DDR)
- 1957: Wolfgang Schreyer: Das Attentat – Regie: Lothar Dutombé (Dokumentarhörspiel – Rundfunk der DDR)
- 1958: Henrik Ibsen: Stützen der Gesellschaft (Hilmar Tönnesen) – Regie: Erich-Alexander Winds (Hörspiel – Rundfunk der DDR)
- 1962: Klaus Beuchler: Der Fall Stetson (Josua Jack Cole) – Regie: Werner Grunow (Hörspiel – Rundfunk der DDR)
- 1966: Bertolt Brecht: Das Verhör des Lukullus (Koch) – Regie: Kurt Veth (Rundfunk der DDR)
- 1969: Fritz Selbmann: Ein weiter Weg (Dr. Fließ) – Regie: Fritz-Ernst Fechner (Hörspiel (8 Teile) – Rundfunk der DDR)
- 1969: Wolfgang Graetz/Joachim Seyppel: Was ist ein Weihbischof? Oder Antworten zur Akte Defregger – Regie: Edgar Kaufmann (Hörspiel – Rundfunk der DDR)
- 1970: Michail Schatrow: Der sechste Juli (Kolegajew) – Regie: Helmut Hellstorff (Rundfunk der DDR)
- 1971: Bertolt Brecht: Die Tage der Commune (Jules Favre) – Regie: Manfred Wekwerth/Joachim Tenschert (Hörspiel – Litera)